# Heurística do afeto
A heurística afetiva tem por base um sentimento, consciente ou inconsciente, que resulta da qualificação de um estímulo, que, por sua vez, pode ser positiva ou negativa, conforme qualificamos o estímulo como bom ou mau. Esta heurística representa a confiança que temos nessa mesma qualificação e, existe evidência de que a mesma é usada como recurso no processo de julgamento e tomada de decisão. Quando se consideram apenas parte dos atributos de um estímulo e não a sua totalidade, esta heurística apresenta bastante utilidade. Por sua vez, apenas pode ser aplicada para qualificar estímulos e nunca para casos em que estes têm de ser quantificados. A heurística afetiva apenas é usada quando as pessoas classificam opções ou experiências em separado, mas não para realizar comparações diretas.

## Efeitos associados
Quando contactamos com esta heurística existem dois efeitos que se tornam evidentes- o efeito mais é menos e o efeito do valor seletivo. O efeito mais é menos diz-nos que as impressões imediatas que formamos sobre a atratividade de uma dada opção são baseadas na qualidade média da respetiva opção. O efeito do valor seletivo considera que os sujeitos apresentam indiferença face às alternativas de escolha, sugerindo que, ao item com a avaliação mais baixa é atribuído valor nulo.

## Exemplos da heurística do afeto no dia a dia
No nosso dia-a-dia existem inúmeras situações onde o afeto gera influência, no entanto, a maioria das vezes, não temos noção de que tal acontece. Existem diversos artistas que optam por usar nomes artísticos em vez do seu nome verdadeiro. Se pensarmos no porquê desse escolha chegamos à conclusão de que se trata de uma questão de atratividade, uma vez que nomes mais atraentes estão aliados a um sentimento positivo, e, por sua vez, irão aumentar a própria atratividade do artista ao qual estão associados. Quando folheamos um catálogo ou revista de moda, nomeadamente para venda de roupa, é bastante comum as modelos estarem a sorrir. O sorriso, por sua vez, está associado a um afeto positivo, que, ao estar associado com as roupas usadas pela modelo, vai ser transferido para as tais roupas. Diversos produtos alimentares, na respetiva embalagem, apresentam palavras como “natural”, “novo”, “biológico”, as quais estão associadas a uma vida saudável, ou seja, são bastante atrativas e despertam um sentimento positivo. Todas estas situações são propositadas e têm em vista aumentar o número de vendas e a popularidade do objeto que publicitam.

## Descoberta de Damásio
Na experiência de Damásio e colegas, os participantes, tanto do grupo de controlo como os participantes com danos no córtice frontal ventromedial, foram instruídos a escolher entre quatro baralhos que se apresentavam virados para baixo, de forma repetida. O objetivo seria maximizar os ganhos e minimizar as perdas. Dois dos quatro baralhos tinham ganhos e perdas baixos, ou seja, no global, os participantes obteriam ganhos, e os outros dois tinham ganhos e perdas altas, ou seja, no geral, haveria perda de dinheiro. Por norma, todos os participantes com danos no córtice frontal ventromedial escolheram mais vezes os baralhos que levavam a perdas, enquanto que, os do grupo de controlo escolhiam mais vezes os baralhos que levavam a ganhos.
Deste modo, concluíram que, danos no córtice frontal ventromedial prejudicam a capacidade de sentir, isto é, existe uma associação entre os sentidos e emoções afetivas e as consequências que as suas ações prevêem. Este dano cerebral induz uma determinada forma de sociopatia, na qual a capacidade de tomada de decisão racional é destruída, ou seja, os participantes com este dano eram insensíveis ao fator agradabilidade dos respetivos baralhos. No entanto, do ponto de vista intelectual, eram capazes de realizar um raciocínio analítico.